# France Poker Series Saison 5
Résultats et tournois de la saison 5 du France Poker Series (FPS).

## Résultats et tournois

### FPS 5 Monaco
- Lieu : Casino de Monte-Carlo, Monte-Carlo,  Monaco[1]
- Prix d'entrée : 1 100 €[1]
- Date : Du 29 avril au 3 mai 2015[1]
- Nombre de joueurs :  993
- Prize Pool : 963 210 €
- Nombre de places payées :  143

| Place | Nom                      | Prix      |
| ----- | ------------------------ | --------- |
| 1er   | Sebastian Supper         | 177 000 € |
| 2e    | Manuel Solsona           | 107 500 € |
| 3e    | Gilles Silbernagel       | 75 400 €  |
| 4e    | Pablo Gordillo Caballero | 56 600 €  |
| 5e    | Joseph Mouawad           | 43 800 €  |
| 6e    | Luca Moschitta           | 32 700 €  |
| 7e    | Sérgio Braga             | 23 500 €  |
| 8e    | Michael Ferrari          | 16 750 €  |
| 9e    | Dean-Henri Taibi         | 13 120 €  |

### FPS 5 Lille
- Lieu : Hôtel-Casino Barrière de Lille, Lille,  France[2]
- Prix d'entrée : 1 100 €[2]
- Date : Du 23 au 26 juillet 2015[2]
- Nombre de joueurs :  745
- Prize Pool : 715 200 €
- Nombre de places payées :  103

| Place | Nom             | Prix      |
| ----- | --------------- | --------- |
| 1er   | Bart Lybaert    | 122 000 € |
| 2e    | Jamel Hassani   | 85 300 €  |
| 3e    | Sonny Franco    | 60 100 €  |
| 4e    | Arthur Conan    | 45 600 €  |
| 5e    | Julien Depois   | 36 100 €  |
| 6e    | Romain Paon     | 27 400 €  |
| 7e    | Romain Morin    | 20 100 €  |
| 8e    | Matti Konttinen | 15 100 €  |
| 9e    | Eemil Tuominen  | 12 100 €  |

### FPS 5 Enghien
- Lieu : Casino Barrière d'Enghien-les-Bains, Enghien-les-Bains,  France[3]
- Prix d'entrée : 1 100 €[3]
- Date : Du 17 au 20 décembre 2015[3]
- Nombre de joueurs :  940
- Prize Pool : 940 000 €
- Nombre de places payées :  135

| Place | Nom                   | Prix      |
| ----- | --------------------- | --------- |
| 1er   | Arnaud Desbrosse      | 147 000 € |
| 2e    | Mikaël Guenni         | 101 000 € |
| 3e    | Kalidou Sow           | 72 000 €  |
| 4e    | Domantas Klimciauskas | 54 000 €  |
| 5e    | Vincent Barberi       | 42 000 €  |
| 6e    | Thi Xoa Nguyen        | 31 000 €  |
| 7e    | David Jaoui           | 22 100 €  |
| 8e    | Michaël Nowak         | 16 540 €  |